# Bitva u Milvijského mostu
Bitva u Milvijského mostu přes Tiberu na severu Říma mezi římskými císaři Konstantinem I. a Maxentiem se odehrála 28. října 312. Vítězný Konstantin díky ní ukončil spoluvládcovský systém tetrarchie a stal se jediným císařem Římské říše.
Podle křesťanské legendy měl Konstantin v předvečer bitvy vidění, v němž spatřil kříž a nápis „In hoc signo vinces“ (V tomto znamení zvítězíš); Eusebios z Kaisareie uvádí řecky Eν τούτω νίκα – En tutó níká, V tomto zvítěz). Vítězství tak bylo připsáno Kristu, a Konstantin proto radikálně změnil náboženskou politiku říše ve prospěch dosud pronásledovaného křesťanství.

## Pozadí bitvy

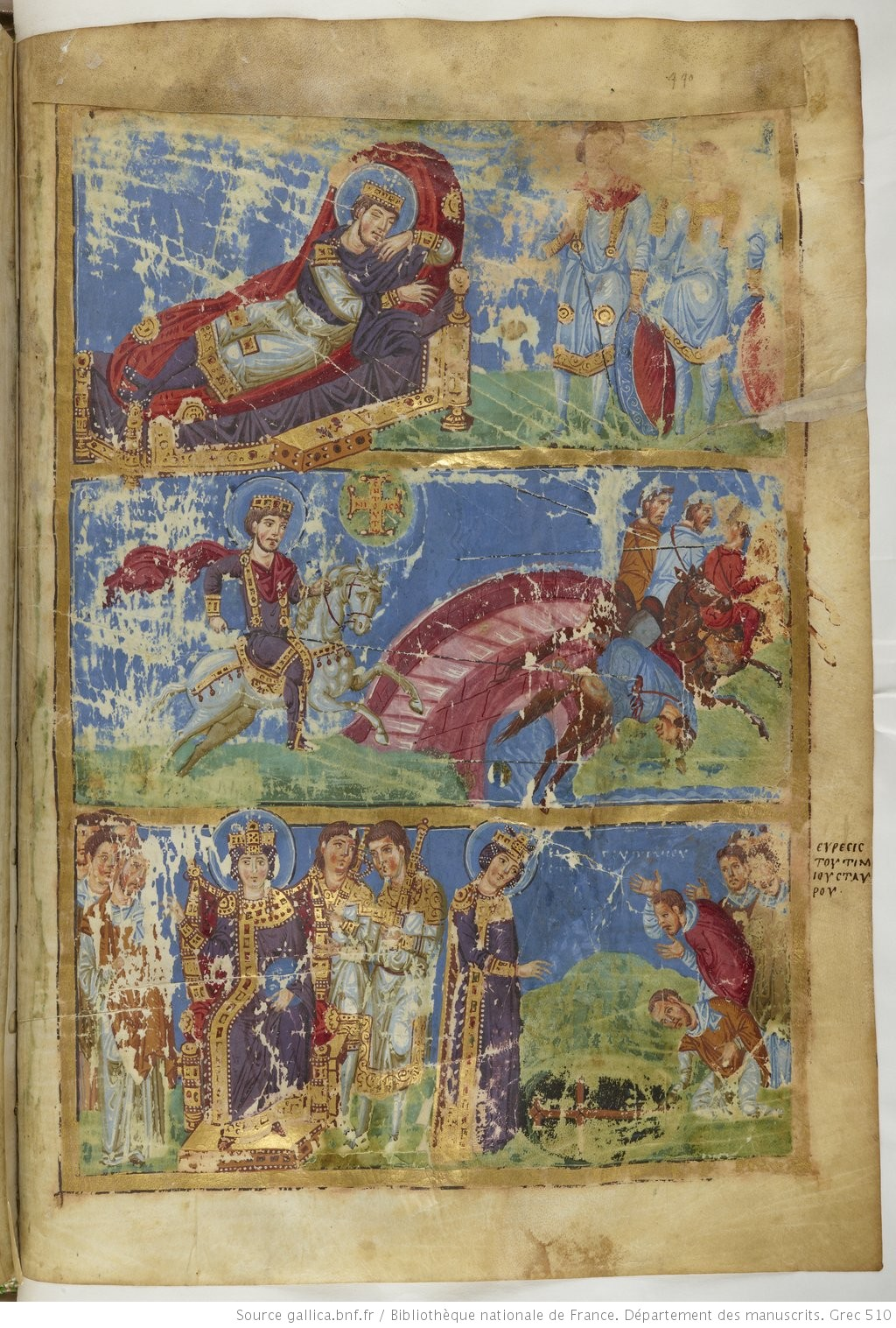
Legenda o Konstantinově vidění, mezi 879–882

Začátkem 4. století se v Římské říši začal rozpadat systém tetrarchie, který zavedl císař Dioklecián. Spočíval v tom, že říši vládli dva augustové a dva caesarové. Augustové byli hlavní vládci a oba měli vládnout jedné polovině říše. Caesarové měli být nástupci. S odchodem Diokleciána se ale systém rozpadl a všichni vyšší představitelé říše začali bojovat o moc. Smrtí císaře Galeria v roce 311 vznikla tato situace: Konstantin vládl Galii, Maxentius vládl Itálii, Licinius Illyrii a Maximinus Daia celému východu. Maxentius byl velmi neoblíbený a poněkud paranoidní. Podezříval Konstantina, že ho chce připravit o trůn. Proto se chtěl s armádou přeplavit do Galie, aby Konstantina odstranil. Konstantin byl ale dobrý stratég a věděl, že by měl zaútočit jako první. Rychle zorganizoval armádu a zaútočil na Itálii. Polovina jeho armády byla zaneprázdněna v Británii, takže měl k dispozici asi 40–50 tisíc mužů. Maxentius vytáhl proti Konstantinovi s cca 190 000 vojáků, z nichž polovinu nechal poblíž dnešních Benátek, protože se obával vpádu Licinia z Illyrie. Maxentiovi prorokovala věštba „překročíš-li Tiberu, zahyne nepřítel Říma“.

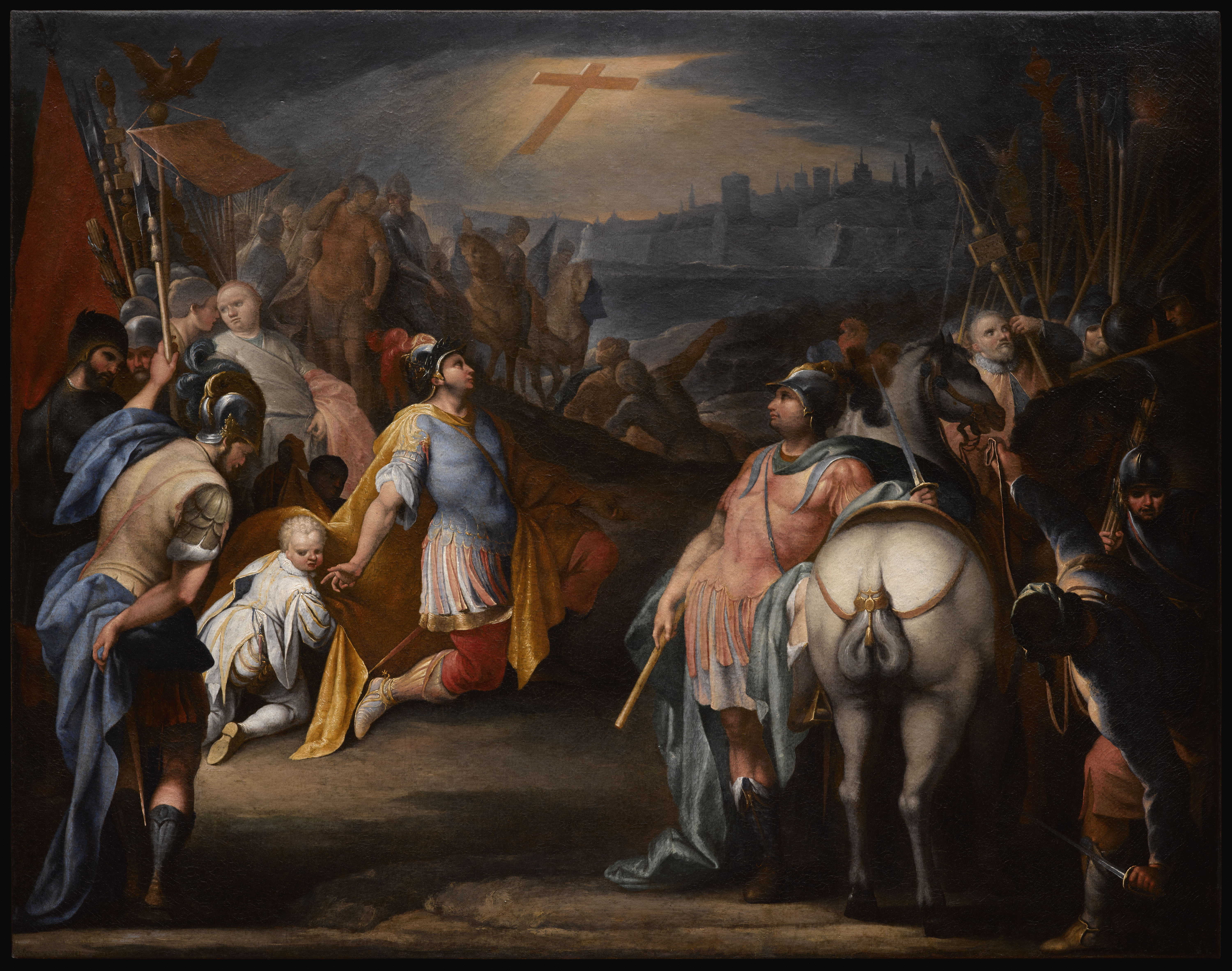
Konstantinovo vidění, J. Punel

Protože za nepřítele Říma považoval Konstantina, rozhodl se k bitvě. Zvolil místo u Milvijského mostu, vedle nějž nechal postavit ještě jeden malý, pontonový. K bitvě se sešikoval u vesnice Saxa Rubra 14 km od mostu. Podle křesťanské legendy se těsně před bitvou stala velmi záhadná věc. Konstantin, který vyznával staré pohanské náboženství, měl večer před bitvou vidění. Při západu slunce spatřil na obloze planoucí kříž s písmeny XP překříženými přes sebe a pod nimi nápis „en toúto nika“, což v překladu znamená „V tomto znamení zvítězíš“. Proto ho nechal vyrýt na štíty svých bojovníků. Po vítězné bitvě vešel tento znak do dějin jako labarum a stal se standartou všech římských císařů.

## Bitva

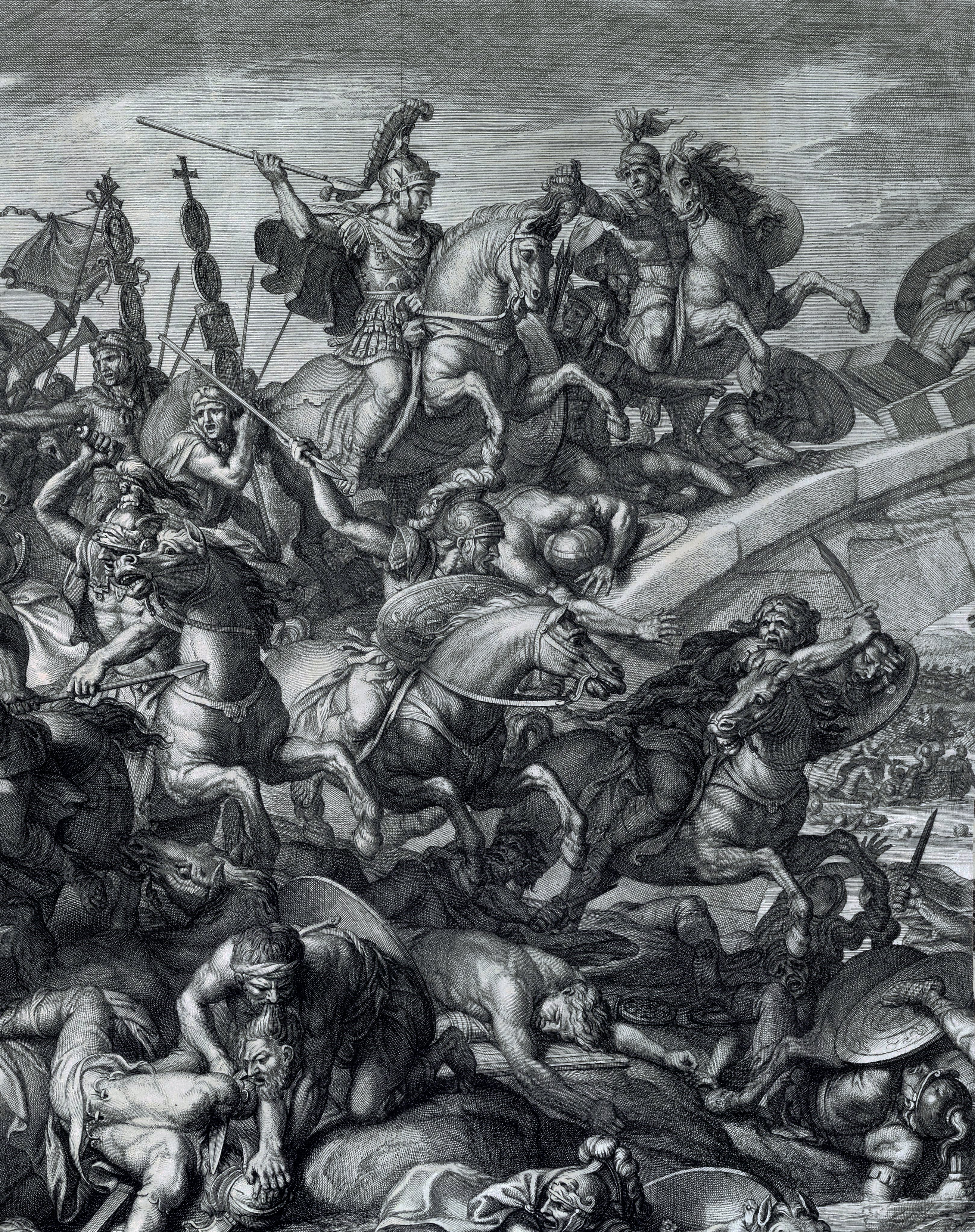
Bitva u Milvijského mostu, Charles Le Brun (1666)

O samotné bitvě toho moc známo není, ale nejspíše se Konstantinově galské jízdě a legionářům vycvičeným bojem s Germány podařilo rozvrátit řady Maxentia. 

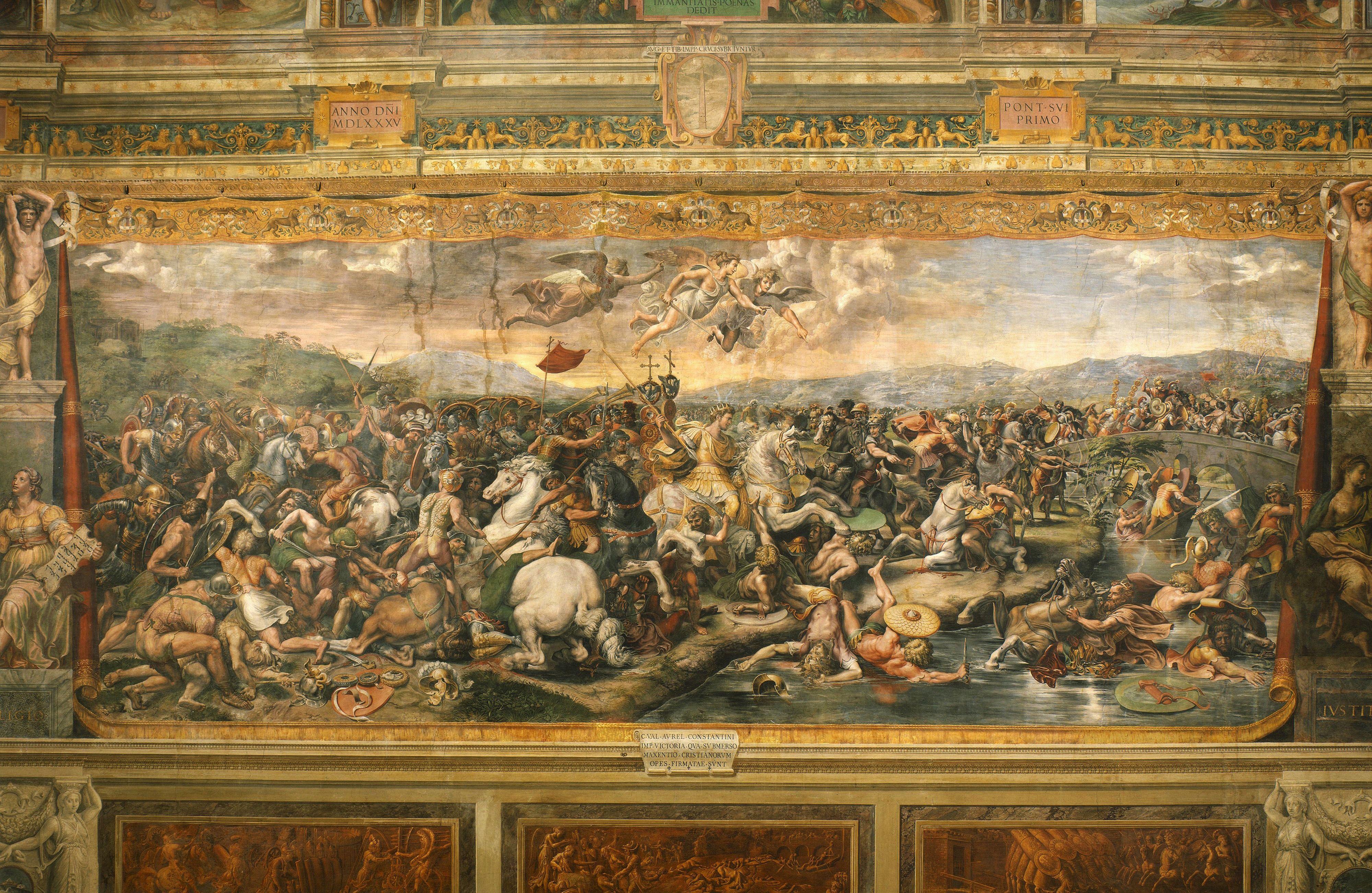
Bitva u Milvijského mostu, Giulio Romano

Když Maxentius viděl, že prohrává, rozhodl se ustoupit za vysoké hradby Říma. Na cestě ale musel znovu překročit Milvijský most. Ten, ačkoli byl posílen pontonovým mostem, nedokázal kapacitně unést celou armádu, a tak v zadních řadách propukl zmatek. K tomu se navíc zřítil most pontonový. Maxentiovi muži se pokoušeli zachránit přebroděním řeky, ta ale byla moc hluboká, vojáci v těžké zbroji nemohli plavat a byli nemilosrdně strháváni pod hladinu. Při pokusu přejít řeku pak zemřel i sám Maxentius. Většina jeho vojáků nestačila překonat řeku a byla dílem pobita a dílem zajata.

## Důsledky
Po bitvě Konstantin vstoupil do Říma, kde jako trofej ukazoval Maxentiovu hlavu. Lid ho vítal jako osvoboditele. Hlavní sídlo přenesl Konstantin do nově vybudované Konstantinopole. V bitvě také naposledy vystupovala pretoriánská garda, která bojovala na Maxentiově straně. Konstantin ji hned po obsazení Říma rozpustil.